# Kecamatan Paliyan
Kecamatan Paliyan är ett distrikt i Indonesien.   Det ligger i provinsen Yogyakarta, i den västra delen av landet, 500 km öster om huvudstaden Jakarta. Kecamatan Paliyan ligger vid sjön Telaga Guwoklepu.